# Pleiku
Pleiku (egyéb írásmódjai: Plei Cu, Plây Cu, Plây Ku, Plei Ku) a vietnámi Gia Lai tartomány székhelye, amely a Központi-fennsíkon, több fontos útvonal találkozásánál fekszik. Nagy számban élnek itt a bahnar és a jarai népcsoportba tartozók.
Pleiku jelentős szerepet töltött be a vietnámi háború során, mivel egy fontos amerikai légi támaszpont működött itt.